# Drelje
Drelaj en albanais et Drelje en serbe latin (en serbe cyrillique : Дреље) est une localité du Kosovo située dans la commune/municipalité de Pejë/Peć et dans le district de Pejë/Peć. Selon le recensement kosovar de 2011, elle compte 74 habitants, tous albanais.

## Démographie

### Évolution historique de la population dans la localité
| 1948 | 1953 | 1961 | 1971 | 1981 | 1991 | 2011 |
| ---- | ---- | ---- | ---- | ---- | ---- | ---- |
| 201  | 213  | 250  | 240  | 259  | 261  | 74   |

|  |